# Toui
Toui  ist eine Stadt und ein Arrondissement im Departement Collines im westafrikanischen Staat Benin. Es ist eine Verwaltungseinheit, die der Gerichtsbarkeit der Kommune Ouèssè untersteht.

## Demografie und Verwaltung
Gemäß der Volkszählung 2013 des beninischen Statistikamtes INSAE hatte das Arrondissement 23.883 Einwohner, davon waren 11.998 männlich und 11.885 weiblich.
Von den 63 Dörfern und Quartieren der Kommune Ouèssè entfallen neun auf Toui:
1. Ayédèro
2. Ayétoro
3. Malété
4. Odo-Akaba
5. Ogoutèdo
6. Toui-Gare
7. Toui-Odélakou
8. Toui-Odjoulè
9. Toui-PK

## Verkehr
Durch den Ort verläuft die Fernstraße RNIE2.
In der östlich gelegenen Siedlung Toui-Gare befindet sich der Bahnhof Touian der Bahnstrecke Cotonou–Parakou, die allerdings – wie das gesamte Eisenbahnnetz des Landes – seit 2019 ohne Verkehr ist.